# مارکو هارتمن
مارکو هارتمن (انگلیسی: Marco Hartmann؛ زادهٔ ۲۵ فوریهٔ ۱۹۸۸) بازیکن فوتبال اهل آلمان است.
از باشگاه‌هایی که در آن بازی کرده‌ می‌توان به باشگاه فوتبال هالشر و باشگاه فوتبال دینامو درسدن اشاره کرد.